# فهد الجعيد
فهد الجعيد (بالإنجليزية: Fahad Al-Geaid)‏ (من مواليد 24 نوفمبر 1967) هو فارس سعودي. مثل السعودية في مسابقة القفز الفردي والمختلط في منافسات الفروسية في الألعاب الأولمبية الصيفية لعام 2000.

## المشاركات

### الألعاب الأولمبية الصيفية
| العام             | المسابقة          | المكان            | المركز            | حدث                             | ملاحظة            |
| يُنافس لـ السعودية | يُنافس لـ السعودية | يُنافس لـ السعودية | يُنافس لـ السعودية | يُنافس لـ السعودية               | يُنافس لـ السعودية |
| ----------------- | ----------------- | ----------------- | ----------------- | ------------------------------- | ----------------- |
| 2000              | أولمبياد 2000     | سيدني             | AC QR             | الفروسية (القفز الفردي المختلط) |                   |

#### تفاصيل
| المسابقة              | المكان | التاريخ | العمر  | الدور            | الفرس        | المركز | الأخطاء |
| --------------------- | ------ | ------- | ------ | ---------------- | ------------ | ------ | ------- |
| القفز الفردي والمختلط | سيدني  | 2000    | 32 سنة | الأدوار النهائية | الحرس الوطني | AC QR  |         |
| القفز الفردي والمختلط | سيدني  | 2000    | 32 سنة | الدور التأهيلي   | الحرس الوطني | AC     |         |
| القفز الفردي والمختلط | سيدني  | 2000    | 32 سنة | الدور التأهيلي   | الحرس الوطني | 72     | 59.75   |

## الألقاب
- تُوج في 16 أبريل 2009 بكأس بطولة التحدي الدولية للفروسية التي أقامها الاتحاد السعودي للفروسية خلال الفترة من 14 إلى 17 أبريل وذلك على ميدان المدرسة الدولية في الرياض.[2]
- تُوج في 2011 بكأس وزارة الشؤون الاجتماعية للفروسية ضمن البطولة الثالثة للفروسية التي أقيمت في جدة.[3]

## روابط خارجية
- فهد الجعيد على موقع أوليمبيديا (الإنجليزية)